# Bematistes sublutosa
Bematistes sublutosa är en fjärilsart som beskrevs av Embrik Strand 1914. Bematistes sublutosa ingår i släktet Bematistes och familjen praktfjärilar. Inga underarter finns listade i Catalogue of Life.